# 日本軍性奴隷制問題解決のための正義記憶連帯
日本軍性奴隷制問題解決のための正義記憶連帯（にほんぐんせいどれいせいもんだいかけつのためのせいぎきおくれんたい、略称:正義連、朝: 일본군성노예제문제해결을위한정의기억연대、英: The Korean Council for Justice and Remembrance）は、大韓民国の慰安婦関連最大の市民団体。1990年から韓国挺身隊問題対策協議会（かんこくていしんたいもんだいたいさくきょうぎかい、略称:挺対協、朝: 한국정신대문제대책협의회、英: Chong Dae Hyup, The Korean Council for the Women Drafted for Military Sexual Slavery by Japan） が活動していたが、2016年に設立した日本軍性奴隷制問題解決のための正義記憶財団と組織統合し、2018年7月に現在の名称に改名した。
元慰安婦に対する日本からの基金（女性のためのアジア平和国民基金）に反対して独自の募金活動をおこない、元慰安婦に基金を受け取らないよう圧力をかけていた。
2020年5月7日、正義連の活動に協力してきた元慰安婦の李容洙が、正義連は寄付金や補助金の0.2~3％しか元慰安婦らに渡さず、別の目的に利用していたこと、慰安婦は「芸をする熊」のようで熊から搾取する熊使いのような組織であると告発した。その後は「慰安婦支援団体」への韓国世論も変わり、慰安婦像設置運動と共に慰安婦をお金稼ぎになど別目的に利用している組織と認知された上に正義連と同団体前理事長の尹美香は親北・左派支援、心身障害の慰安婦からの財産窃取、寄付先へ個人口座使用などが提起されだした。ソウル西部地方検察庁に家宅捜索され、2020年9月に正義連の理事も共犯として補助金管理法及び地方財政法違反、詐欺、寄付金品法違反、業務上横領、準詐欺、業務上背任、公衆衛生管理法違反など6つの疑惑、8つの罪名で在宅起訴されて裁判にかけられている。2023年1月6日にソウル西部地裁の審理で行われた結審公判で、正義連後援支援金を私的に流用した容疑などで起訴された尹美香に対し、検察が懲役5年を求刑した。共に起訴された正義連理事であり元韓国挺身隊問題対策協議会（挺対協）常任理事のキム被告には懲役3年を求刑した。2月10日、ソウル西部地裁は尹に罰金1500万ウォンの判決を言い渡した。9月20日、ソウル高裁は控訴審で尹に懲役1年6月、執行猶予3年を言い渡した。一審判決で無罪としていた起訴内容の一部を新たに有罪と判断し、横領の認定額を大幅に積み増した。2024年11月14日、大法院は二審判決を支持し、検察と尹の上告をいずれも棄却した。懲役1年6カ月、執行猶予3年とした二審判決が確定した。

## 概要
1990年、梨花女子大学教授の尹貞玉が主導し、 韓国教会女性連合会、韓国女性団体連合会等16団体が参加して、旧日本軍の慰安婦制度を非難する韓国挺身隊問題対策協議会（挺対協）を結成（代表は尹貞玉）。日本キリスト教団など日本の左派と韓国人の多くの支持を受けて定期的なデモ活動主催。「慰安婦に対する日本国政府の真の謝罪と賠償金」の要求、世界各国で「日本軍慰安婦は強制動員された」など日本非難を展開している。中でも毎週水曜日に開催される在韓日本大使館前でのデモ活動（水曜デモ）は日韓の政府間で問題を引き起こしている。また、日本軍慰安婦制度を非難することを目的とした戦争と女性の人権博物館をソウルで運営しており、正義連の事務所もここに置かれている。
2015年12月の慰安婦問題日韓合意とこれに基づく「和解・癒やし財団」は受け入れられないとして、元慰安婦の金福童が市民財団構想を提案。2016年6月9日、挺対協が中心となり「日本軍性奴隷制問題解決のための正義記憶財団」を設立した。2年後の2018年7月16日、挺対協と組織統合し日本軍性奴隷制問題解決のための正義記憶連帯（正義連）に改名した。
正義連の資金源は、国内外から集めた寄付金と韓国政府からの補助金 であったが、この団体の下に約30年いた元慰安婦とされる李容洙が、2020年5月7日に寄付金の使途などで正義連を公式の場で非難。正義連は金銭稼ぎや自陣営の政治活動に慰安婦たちを利用しており組織の言うことを聞かない慰安婦を排除している。「性奴隷」という呼称はアメリカ向けのメディアアピールであり元慰安婦本人らはこれを否定している。などと告発している。また義援金が被害者に使われたことはないなどと主張。挺対協代表や正義連の理事長を務めていた尹美香は国会議員になるべきではないとした。これを受け、2020年5月20日、寄付金や補助金の中間搾取、親北・左派支援などの容疑で、ソウル西部地方検察庁が正義連と挺対協の事務室も兼ねる「戦争と女性人権博物館」を家宅捜索、翌21日には正義連が運営し元慰安婦が住んでいたとするソウル市麻浦区にある「平和のわが家」という施設も家宅捜索した。団体を取り仕切ってきた尹美香は5月30日から国会議員としての活動を始めることになるが、国会議員には不逮捕特権が与えられ、これらは現行犯ではないので、会期中は国会の同意なく逮捕・拘束することはできない。
正義連は日韓対立の悪化と長期化に異見する元慰安婦などを排除することで団体が聖域化され、彼らの言動は慰安婦問題の解決を阻止するほど韓国の官民の言論に多大な影響力を持っていた。毎日新聞記者でソウル支局長を務めた、ジャーナリストの澤田克己は、自著の中で「一市民団体であるはずの挺対協が、慰安婦問題解決の拒否権を持っている」としている。その根拠は、2012年に日本国政府が大韓民国政府に対して解決策を提示したが、韓国側は受け入れを強く拒否、大韓民国外交部東北アジア局長の趙世暎が拒否した理由を「日本の国家責任を認めていない案を、被害者と関連団体が受け入れるとは思えなかった」と語っているからである。
正義連は北朝鮮工作機関の傘下にある朝鮮日本軍性的奴隷及び強制連行被害者補償対策委員会と協力関係にあり、この団体と共に日韓両政府の慰安婦問題解決に向けた歩み寄りを度々妨害してきた。大韓民国国家情報院はこの団体を「北朝鮮工作機関と連携し、北朝鮮の利益を代弁する親北団体」として監視している。

## 活動

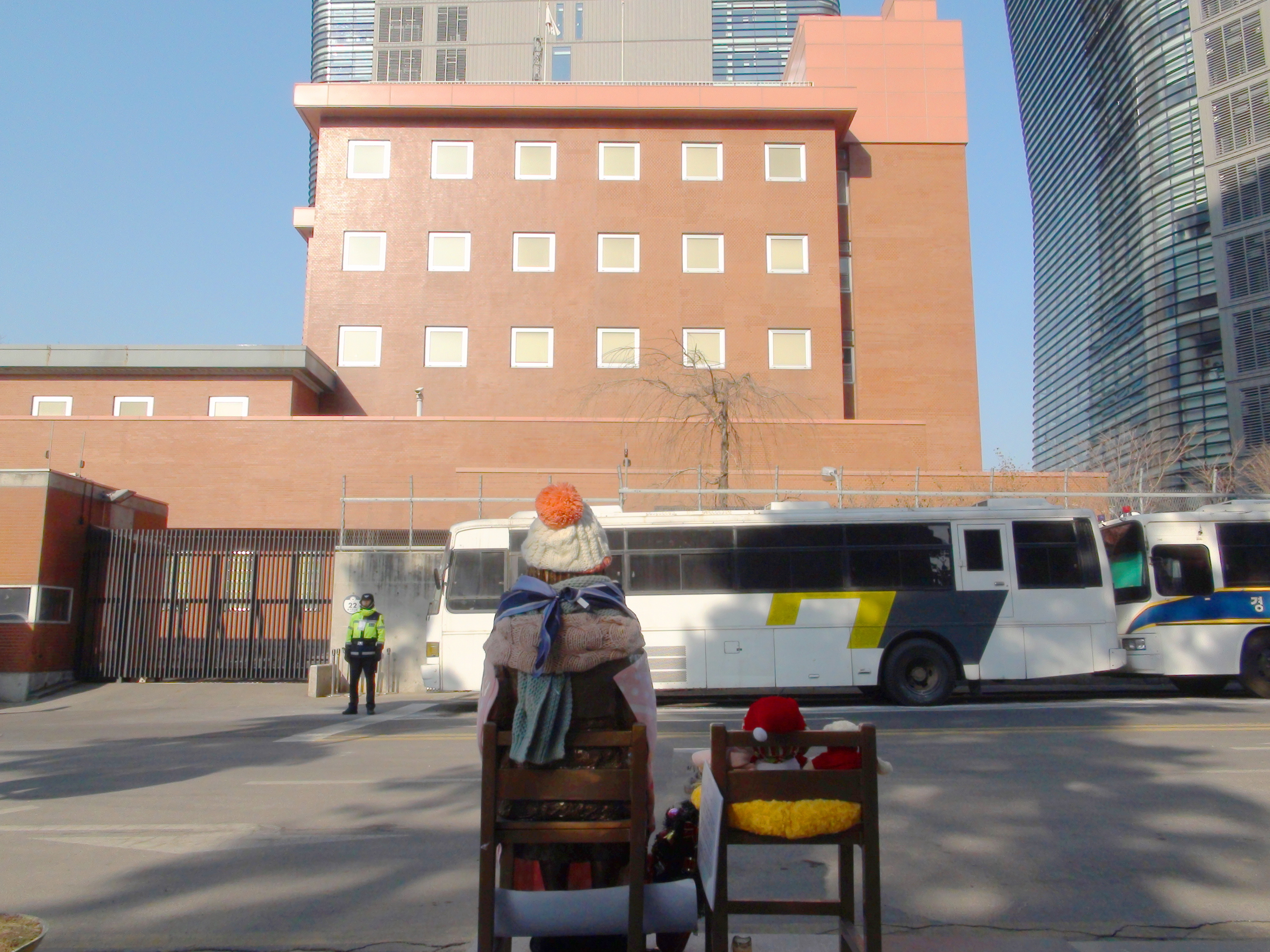
ソウルの在韓日本大使館前の歩道に設置された慰安婦像。（2012年1月撮影）

- 女性のためのアジア平和国民基金にはそれが国家賠償ではなく、日本国政府の責任を曖昧にするとして批判している。アジア女性基金が元慰安婦各個人に「償い金」を受けとるよう活動した際には、上記の理由から反対し、受け取れば「自ら進んで行った売春婦」であると認めることになるとして非難した[53]。
- 韓国の日本軍の元慰安婦7人が1997年にアジア女性基金から一時金を受け取ったことに対し韓国内の支援団体やマスコミが猛反発。7人は厳しい批判にさらされ、挺身隊対策協議会は、7人を募金対象者から外した[54]。
- 韓国人補償裁判を進めてきた日本のNGO1名を、アジア女性基金への考え方が違うとの理由から、韓国政府に働き掛けて1997年に入国拒否指定させている[55][56]。
- 2011年9月、挺対協設立20周年を記念して水曜デモの活動記録『20年間の水曜日』を出版。日本図書館協会の選定図書に採用されることに成功した[57]。
- 2011年12月14日には、ソウル特別市にある在大韓民国日本国大使館前の公道に、無許可で少女の慰安婦を模したブロンズ像（慰安婦像）を建てた。日本の在韓大使は韓国政府に抗議したが、韓国側は日本国政府が解決に向けて努力すべきだとし、黙認するに至っている[58][59]。
- 2015年12月、日韓政府が慰安婦問題の最終的かつ不可逆的解決で合意したことに反発し、慰安婦像を韓国内外でさらに設置していく考えを示した[60]。

### 慰安婦像設置運動
チョウ・プロジェクト（朝: 나비프로젝트）という、韓国挺身隊問題対策協議会と韓国GObalnews が2012年に始めた元慰安婦とされる金福童（キム・ポクドン、朝: 김복동、プロジェクト開始当時87歳）とともに、慰安婦像を建立しようという活動。金福童の映像とともに活動宣材が作成されたり、GObalnewsではマンガを用いての活動の主旨を広める運動も行なっている 。
このプロジェクトとしての慰安婦像建立の最初の目的地は、シンガポールになる予定であるとし、関係者は2013年3月中に場所を確定し建立するようシンガポール当局と協議中としている発表していた。しかしシンガポールは1月30日に、この慰安婦像の設置を認めないと発表。シンガポール文化省によると、この韓国人団体とシンガポール政府との間で行われている話し合いはないとし、また設置を認めることもないだろうと説明した。

### 日本との和解拒否
慰安婦問題解決のため、日本政府によって設立されたアジア女性基金が日本全国に寄付金を募り、1997年1月から元慰安婦へこの寄付金の支給を開始した。しかし、挺対協はこれを日本政府からの支給ではないとして拒否。寄付金を受け入れた元慰安婦らは、韓国政府・支援団体・日韓市民団体など基金反対派から批判に晒され、支援対象外とされた。寄付金を受け取った元慰安婦のうち7名は実名報道されたため、以降日本側は基金を受け取りたい慰安婦らのために特定されないように配慮し、最終的に61名に支給した。
元慰安婦の沈美子をリーダーとする33名の元慰安婦たちは、挺対協は支援ではなく政治活動が目的だとして度々批判し、別の慰安婦支援団体「世界平和無窮花（ムクゲ）会」を組織した。2004年3月13日、元慰安婦らは貧しい境遇にあったのに、お金を持っていくことをおかしいと感じていた沈美子・ソクら13人の元慰安婦は、挺対協とナヌムの家に対して「募金行為及びデモ禁止の仮処分申請」を申立てる裁判を起こした。目的は、運動の資金源である募金を止めさせることと、日本大使館前で行われる水曜集会を止めさせることであった。2008年に沈が亡くなると、 挺対協は沈が元慰安婦ではないと主張するようになった。2016年にはソウル南山に設置された「慰安婦記憶の場」にある慰安婦被害者247名の名前が刻まれた造形物からも沈美子は排除されている。
2012年、当時の野田佳彦政権と李明博政権が協議していた慰安婦問題の解決策について、外交安保主席秘書官だった千英宇は、挺対協代表だった尹美香に説明し、せめて反対はしないでほしいと求めたところ、尹美香の表情はとても困惑している様子であり、「ああ、挺対協と元慰安婦の利害関係が違うこともあるのだ。この解決法は元慰安婦にとって悪いことではないが、挺対協としては、仕事が無くなるのだから組織を閉める準備しろという死刑宣告と同じなのだ。尹前理事長が喜ぶと私は勘違いしていた。」と語っている。
2014年、韓国正義党による元内閣総理大臣の村山富市の韓国招請に対して、村山内閣で女性のためのアジア平和国民基金を発足させたことを問題視し、「当時、被害者らに国民基金を受領させるため、ブローカーを雇い脅迫性の電話など、さまざまなことが行われ、今でもこれは日本政府にすべきことをしたという着実な弁解の種になっている」 「何よりも戦後、貧しい生活を続けていくほかはなかった被害者に対して日本軍『慰安婦』という重大な人権犯罪を金の問題に転落させる、とても悪い例になってしまった」と批判して、反対の姿勢を示した。
2015年の日韓慰安婦合意では、当時存命だった元慰安婦47人の内、「ナヌムの家」の居住者ら12人中11人が合意を拒否した。残りの元慰安婦全員は合意案を受け入れ日本からの10億円で設立された「和解・癒やし財団」からの1人1億ウォン（約900万円）の支援金受け取りを希望。遺族199人には各2000万ウォン（約180万円）を支給する事業がスタートした。ナヌムの家の1人は拒否に反対し、秘密裏に合意金を受け取った。韓国では慰安婦たち本人よりも挺対協のような慰安婦関連市民団体やそれに従う少数派慰安婦が優遇されている。太平洋戦争遺族会会長は「挺対協はこれまでアジア女性基金を潰し、和解・癒やし財団を解散に追い込むなど、常に慰安婦問題の解決への道を妨げてきました。」と批判している。
元女性運動家でアンチフェミニストと称するオ・セラビは、慰安婦活動がまるで巨大な産業になってしまい、慰安婦問題が本当に解決されたら、正義連の存在価値は消えるから、正義連が実質的に慰安婦問題解決を望んでいないと主張した。

### 蝶基金
外国で自分たちのように戦争の性暴力で被害を受けた女性と児童の支援を目的として作られた基金。
2024年時点でコンゴ民主共和国、ウガンダ、ベトナム、パレスチナで支援を行っている。
ベトナムでは韓国軍によるベトナム戦争被害者と2世、3世の自立支援を行い、韓国政府に対し彼らへの謝罪と賠償を求めている。

### 活動資金
挺対協と正義連は2017年から2019年までの3年間で、計35億4626万1598ウォン（約3億1200万円）を得ている。
内訳は、一般寄付金が22億ウォン（約1億9000万円）、ソウル市からは「教育コンテンツ開発事業」や「韓日青年交流事業」などの目的で2億3808万ウォン（約2000万円）、国の機関である女性家族部から「慰安婦被害者保護施設運営費」と「慰安婦被害者の健康治療」などの名目で10億6900万ウォン（約9300万円）、教育部の出資機関である東北アジア歴史財団から「慰安婦問題の解決に向けたアジア連帯会議」などの名目で3600万ウォン（約310万円）が支給されている
2020年2月3日、一連の疑惑を受けて、今後は国の補助金など公金を受け取らず、個人の寄付を頼りに、慰安婦問題の解決のための活動を続けると発表した。

### 活動資金への疑惑
活動資金の疑惑を追及された正義連は、3年間の一般寄付金22億ウォンのうち、被害者支援事業に9億ウォンを執行したと説明。正義連は、日本軍慰安婦被害者の生活の安定のみを目的とする人道支援団体ではなく、女性の人権のための運動団体であるとしている。これまでも、挺対協は寄付金や補助金の搾取と左派団体への資金横流し・親北協力の程度で慰安婦を差別・左派政治運動利用など数々の不正が告発されてきたが、2020年5月の元慰安婦とされる李容洙の告発によって、寄付金のほぼ全てを慰安婦当人たち以外に使うために問題解決を妨害して金稼ぎをする慰安婦ビジネス団体と韓国国内でも認知され始めた。日韓合意による基金とほぼ同額を8人の拒否者に渡した時を除けば、2016年は30人に1人当たり約7800円、2018年は27人に1人当たり約7万5000円、2019年は23人に1人当たり約9万2000円しか支給していない。それぞれ、これらは各年に集まった寄付金収入の0.2％、1.9％、3％に過ぎないため慰安婦らから含めて慰安婦ビジネスと大々的な批判を受けた。さらに慰安婦らの「証言」への疑念が起きた際に、「おばあさんの記憶は確かだ」「被害者を侮辱してはならない」と主張していたが、より高齢になった慰安婦の口から不正が告発されると「大金のために態度を変えた」と罵倒し、「たわごとを言う認知症の老人」扱いした二重基準、慰安婦らが即座に貰えるお金を求めているのに左派政治運動のために「謝罪と賠償」を要求するようにシム・ミジャなど反対派を慰安婦含めて、韓国左派と協力して排除してきたことも「いつ死ぬか分からない慰安婦被害者を歴史の舞台に物乞いとして売り、腹を肥やしてきた悪党」と糾弾されている。
革新系のハンギョレも、旧挺対協の初期から唯一の常勤スタッフとして団体を率いてきた尹美香が、実質的に一人で団体を取り仕切っており、情報を独占したまま、事実上どんぶり勘定式で運営してきたと指摘している。
中央日報は2020年5月、2004年に慰安婦12人が韓国挺身隊問題対策協議会（挺対協）とナヌムの家が、大金をかけて中国から日本軍慰安婦と称する正体不明の女性6人を招き、デモ参加者慰安婦数を水増しして水曜集会を維持していたと告発していたことを報じた。
慰安婦問題日韓合意に基づく現金受け取りを拒否した元慰安婦（主に挺対協、ナヌムの家に所属する元慰安婦）に対して、挺対協が国民から集めた募金1億ウォンを代わりに支給したが、すぐに全額が引き出され、うち半額が挺対協に寄付されたが、当時元慰安婦は認知症を発症しており、横領の疑いがあると指摘されている。また、同元慰安婦に対しては、「私に関連したすべてのことを整理することを挺対協の尹美香代表に任せる」という内容の動画遺言状を作成させていたことも報じられている。

### 挺対協を非難した李容洙への対応
告発後の李容洙は正義連を支持する韓国左派層から非難された。 李が右派の強い大邱の出身であることから、ネット上では「大邱ババア」「本当に大邱らしい」などの地域差別や人格攻撃も行われた。
2020年6月26日、正義連新理事長の李娜栄は、これまで正義連を批判してきた李容洙と初めて面会し、「李さんと協議してさらに活発な活動をしたい」とし、日韓学生交流や慰安婦歴史教育館の建設など今後の慰安婦運動の方向について、7月中に共同で記者会見することを明らかにした。一方で、前理事長の尹美香の件に関しては、「余計な誤解が生じる」として触れられていない。
李容洙が水曜デモに参加すると発言したとする、李娜栄の主張について、李容洙の側近は「正義連の問題が解決できた後に水曜集会に出席するということ」という意味であり、正義連が早く元慰安婦と和解する姿を見せたいと焦っている、水曜デモについていたずらに言及していると不快感を示した。7月30日、正義連は李容洙が8月12日の水曜デモに参加することを明らかにした。正義連や水曜デモを批判した自身の記者会見以降97日ぶりに正義連が主催する水曜デモに参加することになる予定であったが、結局本人は参加しなかった。

## 北朝鮮・韓国左派や親北派・日本左派との関係
韓国には、北朝鮮の工作員と接触し、北朝鮮による朝鮮半島統一を目指すために日韓分断し、反日感情をあおるよう指示されていた韓国人工作員らがいた。反日デモを主催する市民団体である正義連（旧挺対協）の共同代表の二人も北朝鮮と協力関係にあった。1992年9月に平壌で撮影された、発足当初の挺対協時代の初代共同代表の二人が金日成と映っている集合写真も発覚し、韓国の反日運動家が北朝鮮と同盟を結んだことを示す決定的な写真であった。
日本の左派も正義連（旧挺対協）と協力関係にあり、国連で活動していた戸塚悦朗弁護士らを筆頭に日弁連、日本共産党系新日本婦人の会などのいわゆる左派NGOや市民団体らと共に国内外で反日ロビー活動をしてきた。更には、実態が異なるから「性奴隷」という表現は使うなと元慰安婦らが言っているのに、ロビー運動受けが良いからと慰安婦らの反対を無視して、用いるなどメディアアピール優先の活動を行ってきた。挺対協と常任代表の尹美香は北朝鮮との関係から韓国公安当局の監視対象になっている ものの、2016年3月末時点で具体的な法令違反による立件をうけてはいない。だが、その関係者の中には親北的行為が国家保安法違反に問われ、有罪となった者もいる。尹美香代表の夫である金三石（김삼석）とその妹金銀周（김은주）は、日本で北朝鮮の工作員と接触した容疑で1993年にスパイとして逮捕され、国家保安法違反で有罪が確定した。また、金銀周の夫である崔ギヨン（최기영）は民主労働党事務副総長や統合進歩党政策企画室長を務めたが、2006年に一心会事件が発生した際に国家保安法違反で逮捕され、 起訴内容の一部で有罪の判決を受けている。2016年1月18日、挺対協は韓国の安全保障関連NGOブルーユニオン（朝: 블루유니온）によって、国家保安法違反の嫌疑で韓国検察に告発された。ブルーユニオンは告発理由として、「挺対協はヨーロッパにおける慰安婦問題の啓発を目的にソウル市から公益事業費として2千万ウォンを支給されたが、その一部を当局から利敵団体の構成容疑を受けている「コリア連帯」の支援にまわしたため、国家保安法第5条に違反した疑いがあるため」としている。
2016年4月に中国にある北朝鮮が運営する柳京食堂から集団脱北した元従業員に対して、民主社会のための弁護士会（民弁）と挺対協が、挺対協が運営する慰安婦施設において、北朝鮮に戻るように懐柔しようとしたと元支配人は主張している。
2020年にコリア国際研究所所長の朴斗鎮は、1987年8月の原水爆禁止世界大会で秘密会談が行われ、北朝鮮工作機関と清水澄子率いる社会党婦人会議、挺対協の前身と3者の連帯の密約と北朝鮮・日韓左派の慰安婦問題利用を指摘している。日韓の左翼と北朝鮮の連携の「アジアの平和と女性の役割のシンポジウム」を画策、1991年の5月、1987年8月に長崎湾の船上で交わした密約が実行に移され、日本社会党傘下の日本婦人会議によるアジアの平和と女性の役割シンポジュウム第1回が東京で開催され、北朝鮮代表の呂燕九祖国統一民主主義戦線議長と当時の挺対協共同代表の尹貞玉と李効再がそこに参加し、南北共闘に合意した。彼らは日朝国交正常化、日韓分断戦略に使えるとして、慰安婦問題に目を付けた、1990年11月挺対協結成、1991年5月から密約実行、南北合意し挺対協、北朝鮮工作機関と社会党婦人会議の三者共闘に合意、1992年9月に平壌で第3回アジアの平和と女性の役割のシンポジウムが行われ、挺対協メンバーは金日成主席と面会した。死亡した慰安婦の金で奨学基金を立ち上げた後、支給対象者全員が左派市民団体活動家の子女であることが判明した。2019年親北組織の韓国大学生進歩連合の学生たちに奨学金を支給していたこと、2020年選ばれた奨学生10人も全員が市民団体や労組、農民団体の活動家の子女であること、尹美香が2013年9月にパリで行った水曜集会で、フランスの情報当局に北朝鮮に核開発情報渡すスパイ罪で逮捕されていたブノワ・ケネディーとも接触していたことも明らかとなっている。韓国左派出身のチュ・ドンシクは、「尹美香と挺対協（正義記憶連帯）は日本軍慰安婦問題の解決を望んでいない。彼らに必要なのは、問題の解決ではなく、問題の深刻化であり、悪化であり、慢性化であり、その問題がそのまま維持されて大きくなることだ」「日本政府の補償金を慰安婦たちが拒否するようにあらゆる術数をめぐらし、そのお金を受け取ったおばあさんを“娼婦”、“売春婦”と罵倒した」「（このような行動を通じて彼らは）個人的には、色々な種類の後援金と社会的名声、政治権力を得ることができたし、より根本的には、日韓・韓米関係を破綻させ、大韓民国を「金氏朝鮮」（北朝鮮）と中国の手に委ねようとした」と批判した。
韓国右派である尹大統領は就任後から北朝鮮による反日工作や国内の過激反日運動にメスを入れ始めた。2023年に元駐韓大使の武藤正敏は、韓国左派の文政権が反日工作や反日運動団体をのさばらせたと語っている。武藤は労組や市民団体が反日をあおる韓国の構造を変えることは尹権の安定にも繋がと分析している。

### 韓国左派や親北派への資金供給源・政権内部加入
事業費・広報費・奨学金などの名目で韓国の左派進歩陣営団体同士の資金融通を月に数千万ウォンしていた。「慣行であっても、会計検証不可能」とされている。さらに左派政権にて増えた国の補助金が韓国左派陣営流入する仕組みができていた。ムン・ジェイン政府に市民団体出身者の編入で国家の補助金も増加したという指摘が出ている。代表的なところが正義連である。正義連は2016年に1600万ウォンの補助金を受けたが、翌年1億5000万ウォン、2018年4億3000万ウォン、2019年に7億4708万ウォンに増加していた。内部情報誌のデザインをユン・ミヒャンの夫会社（水原市民新聞）に発注しており、奨学金の相当額は、左派市民団体の活動家の子供に支給した。これは1億3204万ウォンの総支出のうち、1億ウォンの奨学金を正義連取締役と左派市民団体の活動家の子供たちに支給され、金慰安婦が2019年1月に死去した後に、勝手に「国内市民・社会団体活動家の大学生の子供」に限定した奨学金枠を追加で作った。正義連は市民団体ではなく、資金提供連帯という指摘されている。残りの事業費も韓国女性団体連合連帯事業（200万ウォン）、戦争と女性の人権博物館広報事業（500万ウォン）などで使われた。チン・ジュングォン教授はフェイスブックで「正義連はNL運動圏の水を与える役割をしたこと解説した。それとともに「運動組織が成し遂げた経済ブロック、これは彼らの執拗な生存力の秘訣かもしれない」「少なくとも活動家が生活のために運動費用を最小限に抑えることができるからだ」と分析した。2019年7月には、労働者の支援の名目で移住労働希望センター、11月には釜山地下鉄労組などに資金を支給した。2020年総選挙直前には「セウォル号記憶及び責任及び約束忘れません」と書かれた横断幕を京畿道通りのあちこちにかけ認証ショットをSNSに載せた。さらに国立現代美術館で「そのような船に乗ったという理由で死ぬべき人は誰もいない」というセウォル合関連作品を展示した組織、金属労組ベスト、民衆歌謡レコード、長期闘争の顔覆う、フラグ、旗竿などを専門的に販売しているデモ用品専門販売店「連帯と前進」HPに民主労総・全農・チョン・テイル財団・移住労働希望センターなど左派団体の広告が提供されていた。

### 日本の宗教団体との関係
2020年7月16日、両国の歴史を記憶して歴史の犠牲者の傷を癒やす事業のほか、韓半島の平和プロセスや日本の平和憲法の維持に向けた事業などに取り組む計画を目的とした「韓日和解と平和プラットフォーム」を発足し、日本キリスト教協議会、日本カトリック正義と平和協議会などが発足式に出席した。

### 日本の社団法人やNPO等左派市民団体との関係
2022年8月に一般社団法人colaboが正義連および正義連による「ドイツにおける慰安婦像」運動後援へ寄付している。水曜デモにも参加し、代表の仁藤夢乃がマイクを握って発言している様子が韓国の「聯合ニュース」でも報じられている。

## 批判
- 韓国検察は、2020年9月に補助金管理法及び地方財政法違反、詐欺、寄付金品法違反、業務上横領、準詐欺、業務上背任、公衆衛生管理法違反など6つの疑惑、8つの罪名で前代表の尹美香を在宅起訴した。正義連の理事も共犯として一緒に裁判にかけられた。2023年1月6日に韓国検察は、前代表の補助金管理法及び寄付金品法違反などの結審公判で前代表の尹美香へ懲役5年、共犯として起訴した正義記憶連帯の理事には3年を求刑した。検察は尹美香は代表時代に個人口座に寄付金を募集し、寄付金流用、慰安婦おばあさんよりも団体や自身の活動を優先視していた上に、「被告人たちは、犯行の一切を否認しており反省する姿を見せていない」と批判した。尹は更に、代表時代の2017年11月から2020年1月までの約3年間、当時95歳の慰安婦キル・ウォンオクが心身障害であることに漬け込み、財産7920万ウォンを自身へ寄付・贈与させていた。また、尹議員は「慰安婦の海外旅行経費と弔意金」などの名目で3億3000万ウォンを個人口座で募金を集め、私的な用途で使った[24]。
- 安秉直ソウル大学名誉教授は、「この韓国挺身隊問題対策協議会（挺対協）と3年間、日本軍慰安婦について共同調査をおこなったが、慰安婦を強制動員した証拠はなく、元慰安婦とされる人たちの証言についての客観的な資料もなかった」と述べるとともに、挺対協の人たちの行動については「慰安婦の本質を把握し、現在の悲惨な慰安婦の状態を防止するためではなく、日本と喧嘩するためだった」と述べている[127]。
- 李栄薫ソウル大学教授は、「従軍慰安婦は売春業」、「朝鮮総督府が強制的に慰安婦を動員したと、どの学者が主張しているのか」などと発言し、常任代表の申蕙秀から教授職辞任の要求を受けた。(朝鮮日報 2004/09/03)
- アジア女性基金元理事の大沼保昭明治大特任教授は、挺対協の活動について「慰安婦問題を韓国で根深い反日問題の方向に曲げた」「元慰安婦の幸せや置かれた状況に関する問題ではなく、支援団体の正義を実現するためのものにすり替わった」と批判している[128]。
- 元慰安婦の李容洙は、2015年のインタビューにて「日本が話し合おうといっているのに。会わずに問題が解決できようか」と挺対協を批判し、挺対協が在韓日本大使館前での毎週行っている抗議集会について「何のためにしているのか分からない。ただ、『謝罪しろ』『賠償しろ』と叫んで集会の回数をこなせばいいというものではない」と疑問を呈していた。他にも挺対協への批判として、元慰安婦の意見なしに独自で行動しており、水曜集会の寄付金、出版物の印税の利益も元慰安婦に殆ど還元されずに寄付金はほぼ不当に横領されていたと告発している。また正義連と尹次期国会議員をめぐる各種疑惑について、「必ず罪を問われ、罰を受けなければならない」とした。これらは当該メディアや産経新聞な以外のど他の主流韓国メディアでは報道されずに知られていなかった。しかし、2020年5月に李が記者会見で同じように批判すると大体的に報道されて、韓国社会で漸く組織の実態が広く知れ渡った[47][103][129][130]。更には慰安婦を「性奴隷」という言い換える理由を尹美香は「こう表現してこそ米国が怖がる」と言い、李は正しくないので使用を辞めて「慰安婦」という言葉を用いるように言ったのに無視した上で、更には挺対協の後継組織の正義連には、「日本軍性奴隷問題解決のための〜」の正式名称にというロビー活動優先の組織名にしている[104]
- 評論家の池萬元は、挺対協の水曜デモに参加する元挺身隊の女性たちについて「偽者である」などの批判をしている[131]。
- 韓国左派出身で「地域平等市民連帯」代表のチュ・ドンシクは、「挺対協は、日本軍慰安婦問題の解決を望んでいない。彼らに必要なのは問題の深刻化であり、悪化であり、慢性化であり、その問題がそのまま維持されて大きくなることだ」と指摘し、「それは運動ではなく、陰謀のための企画である」「日本政府の保証金を慰安婦が拒否するようにあらゆる術数をめぐらし、受け取るおばあさん達を娼婦、売春婦と罵倒した」「挺対協は個人的には甘い汁を吸い、日韓、韓米関係を破綻させ、韓国を北朝鮮と中国に売り渡そうとした」「これらの不純な意図のために甘受しなければならない被害は計り知れない」「歴代政権がしっかりしていれば反逆罪で処分できたはず」と批判した[132]。

## 名称
前身の「韓国挺身隊問題対策協議会」の名称に「挺身隊」とあるが、これは大戦末期に内地の軍需工場で働いた「女子挺身隊」のことではなく、日本軍の慰安婦のことを示している。女子挺身隊の一部は、朝鮮半島や台湾などから招集され主に内地の軍需工場で働いたが、当時朝鮮の慰安婦斡旋業者が挺身隊と偽り慰安婦を集めるなどしたため、「挺身隊として徴集されると慰安婦にさせられる」という噂・デマが流布した。「慰安婦」の語は後の韓国の米軍や韓国軍の慰安婦と混同するため、韓国では現在も日本軍の慰安婦を「挺身隊」と表現することが多い。
現在の「日本軍性奴隷制問題解決のための正義記憶連帯」は、英語の名称を「The Korean Council for the Women Drafted for Military Sexual Slavery by Japan」（日本による軍性奴隷に徴用された女性のための協議会）としている。

## 略歴
- 1990年11月16日 - 韓国教会女性連合会、韓国女性団体連合会等16団体が参加して韓国挺身隊問題対策協議会結成。初代代表は尹貞玉。
- 1990年12月 - 日本キリスト教婦人矯風会が尹貞玉を日本に招聘し、協力関係を構築した[134]。
- 1992年12月 - 東京で開かれた「『従軍慰安婦』等国際公聴会」で朝鮮日本軍性的奴隷及び強制連行被害者補償対策委員会と合流し、「慰安婦」を「性奴隷」と位置づける政治宣伝工作に着手した[135]。
- 1993年3月 - 初の「元慰安婦証言集」として『証言・強制連行された朝鮮人慰安婦たち』を刊行。日本では右派から指摘されてきたが、2020年には金儲けと国内外の反日本政府感情扇動のためであり、デタラメばかりと韓国でも漸く報道[104][136][137][138]。  ジュネーブの国連人権会議で挺対協に近い戸塚悦朗の発案したアピール活動にて、尹美香と夫の金三錫らと戸塚を含む日本左派の協力で実行する。この際に慰安婦らが否定し、実態と乖離する「性奴隷」との表現を国外、特に対米アピールのために用いる。李は当初から元慰安婦を「性奴隷」と歪曲する運動のやり方にも「どうして私が性奴隷なのか。とんでもない話だ」と怒りをあらわにしている[102][105][139][140][141][142]。
- 1993年7月 - 証言の真実性を確かめに来た日本政府の実態調査を 「250万ウォン（約25万円）あげるから、日本政府の調査に協力しないと誓約書を書け」と誘惑して妨害した。2020年に元慰安婦を利用し金儲けをしていたことを告発された際の反論の一環で、「挺対協が李容洙へお金を払っている」と主張した際に公開された領収書の1枚が93年のモノであり、この当時口封じのために挺対協が配ったカネの領収書である[106]。
- 1997年-アジア女性基金に挺対協は「日本から金を貰ったら娼婦だと認めたことになる」 と反対。基金を受け取った女性7名の実名と住所を公開。マスコミと批判が殺到することになる。韓国左派を中心に罵倒や脅迫電話、「母の日」等の元慰安婦参加公式行事の招待メンバーから排除、慰安婦名簿から名前削除。最初にアジア女性基金から償い金を受け取った7人の元慰安婦を苛め抜いた[105][107][143]。
- 2000年 - 尹貞玉、金允玉（キム・ユノク）、池銀姫（チ・ウニ）の共同代表に移行。
- 2001年 - 金允玉、池銀姫、鄭鎮星（チョン・ジンソン）の3代表体制。尹貞玉は名誉共同代表に。
- 2002年 - 金允玉常任共同代表、李キョンスク共同代表体制に。
- 2004年 - 慰安婦を題材としたヌード写真集の制作を行った女優のイ・スンヨンに抗議し、写真集の販売は差し止め、ナヌムの家において、ナヌムの家に住む元慰安婦らへのみ謝罪行事をさせた。同年に元慰安婦ら13名から「いつ死ぬかも知れない慰安婦被害者たちを歴史の舞台で『物ごい』にして私腹を肥やしてきた悪党たち」「挺対協は慰安婦被害者のためと言って全国から寄付金を集めたが、私たちはその寄付金で恩恵を受けたことが一度もない」とナヌムの家と共に、募金とデモを禁止するための訴えを起こされる[143]。
- 2005年 - 申惠秀（朝鮮語版）（シン・ヘス）常任代表に。
- 2005年4月18日 - 「被害者と被害者たちを支援する団体の名誉まで毀損した」などとして韓国陸軍大佐の評論家池萬元を名誉毀損でソウル中央地検に告訴した[144]。
- 2006年 -  申恵秀、ユン・スンニョ、ハン・クギョム共同代表体制に
- 2009年3月5日 -  日本の民主党に法制定などを通じた旧日本軍慰安婦問題の早期解決を促す要請書を伝達と発表[145]。
- 2011年12月14日 - 韓国の在大韓民国日本国大使館前（公道）に、無許可で「元慰安婦を題材にした」というブロンズ像（慰安婦像）を建て、日本国政府から外交関係に関するウィーン条約違反と抗議される[59]。後に韓国左派による組織に批判的な慰安婦らを罵倒しながら、像は宗教のように讃えている矛盾した実態、像が1体できるごとに製作者の反米反日親北と指摘されてきた理事の韓国人夫妻製作者に約340万円ほどの収入、総数は50以上で小型の販売も含めると総額は約2億円以上を儲けている慰安婦像ビジネスが指摘されている[146][147][148]。
- 2012年8月15日 - 北朝鮮の朝鮮日本軍性的奴隷及び強制連行被害者補償対策委員会と共同声明を出した[38][51]。
- 2012年5月5日 - 日本軍慰安婦に関する博物館「戦争と女性の人権博物館」を開館し運営している。
- 2016年6月9日 - 韓国挺身隊問題対策協議会（挺対協）が中心となり日本軍性奴隷制問題解決のための正義記憶財団が設立された[36]。
- 2018年7月 - 日本軍性奴隷制問題解決のための正義記憶財団と組織統合し、現名称に改称[1][2][10][11]。
- 2020年5月 - 慰安婦支援はどうでもよく、組織自体が寄付金集めという金銭的・政治目的であったことなどを30年傘下として活動していた元慰安婦から数々の不正が告発され、 韓国社会の明るみになり批判を受ける[10][47]。
- 2020年5月 - 中国からお金で輸入してきた正体不明の老婆らを元慰安婦として動員することで水曜集会を維持している事が暴露された[149]。
- 2020年8月 - 韓国挺身隊問題対策協議会（挺対協）が総会の議決により解散した[150]。
- 2021年2月 - 女性家族部は、元慰安婦の生活支援などの事業について、正義連への委託をやめると発表した[151]。
- 2023年3月8日 - 尹美香が3年ぶりに水曜デモに参加した[152]。